# Myrmotherula sclateri
El hormiguerito de Sclater (en Perú) (Myrmotherula sclateri), es una especie de ave paseriforme de la familia Thamnophilidae perteneciente al numeroso género Myrmotherula. Es endémico de la cuenca del Amazonas en América del Sur. 

## Distribución y hábitat
Se distribuye por una amplia zona que comprende el este de Perú (al sur del río Amazonas, este del río Ucayali), sur de la Amazonia brasileña (hacia el este hasta el bajo río Xingú, y hacia el sur hasta el norte de Mato Grosso) y noroeste y noreste de Bolivia (Pando, norte de La Paz, noreste de Santa Cruz).
Esta especie es considerada poco común en sus hábitats naturales: el sub-dosel y los bordes de selvas húmedas, principalmente de terra firme, hasta los 550 m de altitud. Es simpátrica con el hormiguerito pigmeo (Myrmotherula brachyura) y con el hormiguerito de Griscom (M. ignota) pero prefiere los estratos medio y bajo de selvas densas, evitando los bordes.

## Descripción
Es muy pequeña, mide 8,5 cm de longitud y pesa entre 8 y 10 g. El macho es negro por arriba con estriado amarillo pálido, las alas son negras con dos barras blancas. Por abajo es amarillo pálido, inclusive la garganta. La hembra es como el macho, por abajo es amarillo pálido con estriado negro en el pecho (en general prominente, pero que puede ser reducido en algunos ejemplares).

## Comportamiento
Generalmente forrajea en parejas, como tantos otros Myrmotherula arborícolas que prefieren enmarañados de enredaderas, pero se diferencia en que regularmente acompaña bandadas mixtas, en las que generalmente también participa el hormiguerito pigmeo.

### Alimentación
Su dieta no es muy conocida, consiste de varios tipos de pequeños insectos y probablemente de arañas.

### Vocalización
El canto es una serie lenta de 4 a 6 notas «piiu», bastante suaves y melancólicas.

## Sistemática

### Descripción original
La especie M. sclateri fue descrita por primera vez por la ornitóloga germano-brasileña Maria Emilie Snethlage en 1912 bajo el mismo nombre científico; la localidad tipo es «Boim, Río Tapajós, Pará, Brasil».

### Etimología
El nombre genérico femenino «Myrmotherula» es un diminutivo del género Myrmothera, que se compone de las palabras del griego « μυρμος murmos» que significa ‘hormiga’, y «θηρας thēras» que significa ‘cazador’; y el nombre de la especie «sclateri», homenajea al zoólogo británico Philip Lutley Sclater (1829–1913).

### Taxonomía
Forma una superespecie con Myrmotherula ambigua, ambas se reemplazan geográficamente, esta última al norte de los ríos Amazonas / Solimões, mientras la presente especie solamente al sur. Los análisis genéticos y morfológicos indican que ambas forman parte de un clado monofilético que también incluye a M. brachyura, M. ignota, M. longicauda, M. surinamensis, M. multostriata, M. pacifica, M. cherriei y M. klagesi (el llamado “complejo de hormigueritos estriados”).
Es monotípica. La forma descrita Myrmotherula kermiti Cherrie, 1916, considerada por algunos autores como subespecie de la presente en el pasado, estaba basada en una variación de la presente especie (notadamente dentro de la gama de variación de plumaje de la hembra), y por lo  tanto, considerada inválida, apenas un sinónimo.